# Abdul Rahim Hatef
Abdul Rahim Hatef (Kandahar, 7 de julio de 1926-Alphen aan den Rijn, 19 de agosto de 2013) fue un político afgano. Se desempeñó como vicepresidente durante los últimos años de la República Democrática de Afganistán. Fue presidente interino de Afganistán durante dos semanas en abril de 1992, tras el derrocamiento del presidente Mohammad Najibulá y hasta la caída de Kabul.

## Biografía
De origen pashtún, Abdul Rahim Hatef era hijo de un famoso líder religioso. Se graduó de la escuela secundaria "Habibi" en Kabul (1945) y del departamento de literatura en la Universidad de Kabul (1949).
Entre 1949-1951 fue vicedirector de un secundario; entre 1951-1952 fue profesor en el Liceo Ahmad Shah Baba en Kandahar; en 1952 trabajó de profesor en la Escuela Superior Pedagógica de Kabul. En 1953 fue nombrado jefe del departamento de publicidad y publicación del sistema de gestión de obras de riego de Helmand. Pero ese año dejó la administración pública, involucrándose en actividades públicas y comerciales.
En 1965 fue elegido al parlamento. Durante una de las sesiones, se produjo un diputado trató de golpear con un micrófono al diputado Babrak Karmal, interponiéndose Hatef, quien recibió el golpe.
Participó en la Loya Jirga de 1977, organizada por el régimen de Mohammed Daud para la adopción de una nueva constitución.
Colaboró activamente con el régimen del Partido Democrático Popular de Afganistán (PDPA) durante los gobiernos de Karmal y Najibullah. Desde 1981 fue miembro de la dirección del Frente Nacional Patriótico, una organización creada por iniciativa del PDPA para agrupar a los simpatizantes no-marxistas, más tarde llamado Frente Nacional. En el período 1985-1990 fue Presidente del Consejo Central del Frente Nacional. Entre 1986-1987 fue miembro del Presidium del Consejo Revolucionario. Fue crítico de la actuación del PDPA.
En enero de 1987 fue nombrado presidente de la Comisión de Reconciliación Nacional, organismo creado para terminar con la Guerra Civil Afgana. En 1989 fue nombrado vicepresidente del Consejo Supremo de Defensa de la Patria.
Con la renuncia de Najibullah ante el avance muyahidín, fue nombrado presidente interino de Afganistán. El 28 de abril de 1992 participó en la transferencia de poder a los muyahidines. Luego de ella, partió al exilio a Países Bajos.
| Predecesor: Mohammad Najibullah  | Presidente de la República de Afganistán 1992            | Sucesor: Sibghatullah Mojaddedi (Presidente del Estado Islámico de Afganistán) |
| Predecesor: Sultán Alí Keshtmand | Vicepresidente de la República de Afganistán 1991 - 1992 | Sucesor: ?                                                                     |